# Precessão do periélio de Mercúrio
Precessão do periélio de Mercúrio é a precessão (num sentido de variação no tempo) do periélio (ponto mais próximo do Sol) da órbita do planeta Mercúrio.
Todos os planetas do Sistema Solar apresentam precessão do periélio; a do planeta Mercúrio é a maior por este estar mais próximo do Sol.

## Histórico
A lei da gravitação universal de Isaac Newton permite uma previsão muito precisa da precessão do periélio da órbita do planeta Mercúrio. A órbita é elíptica, com o Sol ocupando um dos focos. A mecânica celeste calcula que, por efeito das atrações gravitacionais dos outros planetas, o ponto em que Mercúrio se encontra mais próximo do Sol (o periélio) avança cerca de 5700 segundos de arco por século. Mas, mesmo com estas considerações, restava ainda uma discrepância de cerca de 43" por século entre o valor previsto e o valor observado, esta diferença sendo significativamente maior que o erro de observação (0,1" por século).
Este fenômeno era um problema para os astrônomos ainda no início do século XX. Diversas soluções foram apresentadas:
- a existência de um planeta dentro da órbita de Mercúrio, designado por Vulcano. Esta hipótese foi proposta por Urbain Le Verrier; um fenômeno similar observado na órbita de Urano havia levado à descoberta de Neptuno;
- a existência de um satélite de Mercúrio;
- massas até 10% maiores para o planeta Vênus;
- um achatamento gravitacional no Sol;
- modificações na lei da gravidade, de modo que ela fosse proporcional a 1/d2 + ε, sendo ε um número pequeno.

Somente a partir de 1915, quando Albert Einstein publicou a sua teoria da relatividade geral, esse desvio no periélio de Mercúrio passou a ser compreendido. Com a aplicação por Einstein de sua teoria da gravitação ao fenômeno, descobriu-se que as modificações na escala do tempo e das distâncias que ela previa resultavam precisamente no observado avanço de 43" por século.

## Solução de Einstein
O valor do avanço do periélio previsto por Einstein é:
{\displaystyle \Delta \pi R={{\frac {3n^{3}a^{2}}{c^{2}(1-e)^{2}}}t}}
ΔπR = valor do avanço do periélio dado pela Relatividade Geral, que deve ser somado ao previsto pela Mecânica Newtoniana
- n = velocidade angular média do planeta
- a = semieixo maior da órbita
- e = excentricidade orbital
- t = tempo
- c = velocidade da luz no vácuo

Na correção relativística, a velocidade angular aparece ao cubo, sendo dividida pelo quadrado da velocidade da luz; por causa disto este efeito é significativo apenas para Mercúrio.
A precessão do periélio de Mercúrio é considerada como a primeira confirmação experimental da Relatividade Geral.